# Parque natural de La Breña y Marismas del Barbate
Parque Natural de la Breña y Marismas del Barbate es un espacio natural protegido que se localiza en los municipios de Vejer de la Frontera y Barbate, en la costa atlántica de la provincia de Cádiz (España). Se trata de un parque marítimo-terrestre de 5077 hectáreas, 1152 marinas y 3925 terrestres. Protege el pinar de la Breña, comprendido entre Los Caños de Meca y Barbate, junto al acantilado y la franja marítima que lo bordean, así como las marismas del río Barbate, que se extienden desde La Barca de Vejer hasta la desembocadura del río, bordeando las lomas de la sierra del Retín. Además, en el año 2005 se añadieron las zonas conocidas como Monte Marismas, Monte Quebradas y Peña Cortada, pertenecientes al municipio de Vejer de la Frontera.

### Constitución y formaciones vegetales

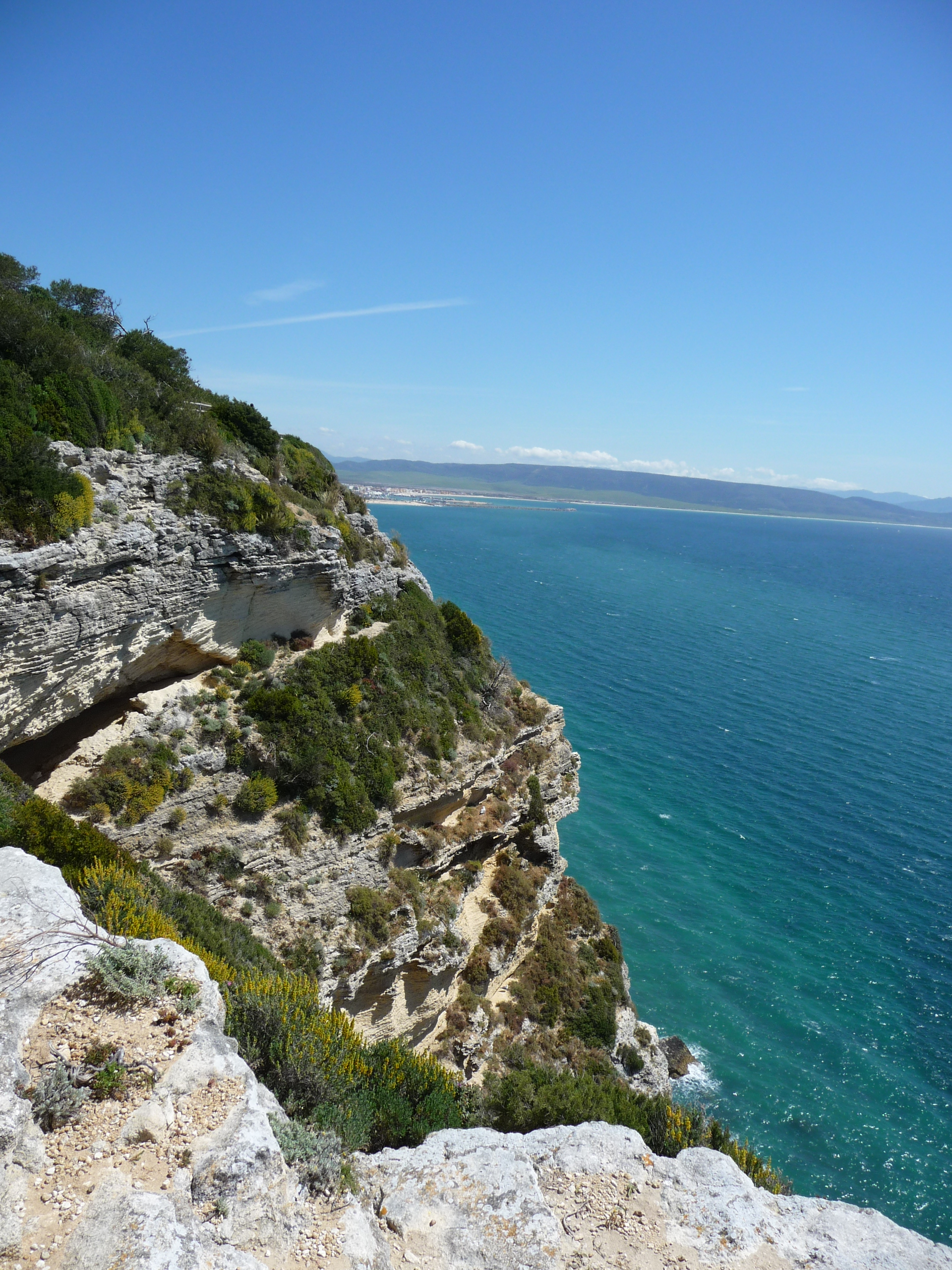
Acantilado

El acantilado del Tajo alcanza los 100 metros de altura sobre el mar en su punto más elevado, donde se encuentra la Torre del Tajo, una antigua torre de vigilancia del siglo XVI. El acantilado está formado básicamente por roca calcarenita con capas horizontales de margas arenosas impermeables, lo que provoca que los acuíferos del monte superior surjan en distintos puntos de la pared del acantilado, formando los famosos 'caños' que dan nombre a la localidad de Los Caños de Meca. Recientemente se ha localizado en él una formación de estalactitas de 300 años de gran valor. En el acantilado también se produce el efecto espray salino, en el que la espuma de las olas al chocar con las rocas es elevada por el viento y salpica toda la pared, formando en ella depósitos de sal. Esta curiosa mezcla de sal y surgencias de agua dulce provoca la aparición de una vegetación diversa, desde especies halófitas hasta musgos, higueras y zarzas.

### Fauna
Los acantilados acogen una importante pajarera de aves que buscan nidos protegidos en la pared rocosa, destacando la colonia de gaviota argéntea y de garcilla bueyera (Bubulcus ibis), aunque también existen garcetas (Egretta garzetta), palomas bravías (Columba livia), grajillas y estorninos negros. Se han detectado también el vencejo común (Apus apus), el cuervo (Corvus corone) y paloma bravía . También se pueden encontrar aquí, procedentes de repoblación, las únicas poblaciones de ibis eremita de toda la Unión Europea.
Debido al material de la pared del acantilado, este se disgrega en grandes bloques que posteriormente se van rompiendo con el oleaje, por lo que a lo largo de la historia ha ido retrocediendo, dejando en el fondo del mar una sucesión de rocas sobre sustrato arenoso. Este fondo marino propicia un rico hábitat de especies, con profusión de algas, moluscos y todo tipo de peces, lo que justifica la protección dentro del parque de 1 milla náutica a lo largo de todo el acantilado.

## Pinar

### Formaciones vegetales

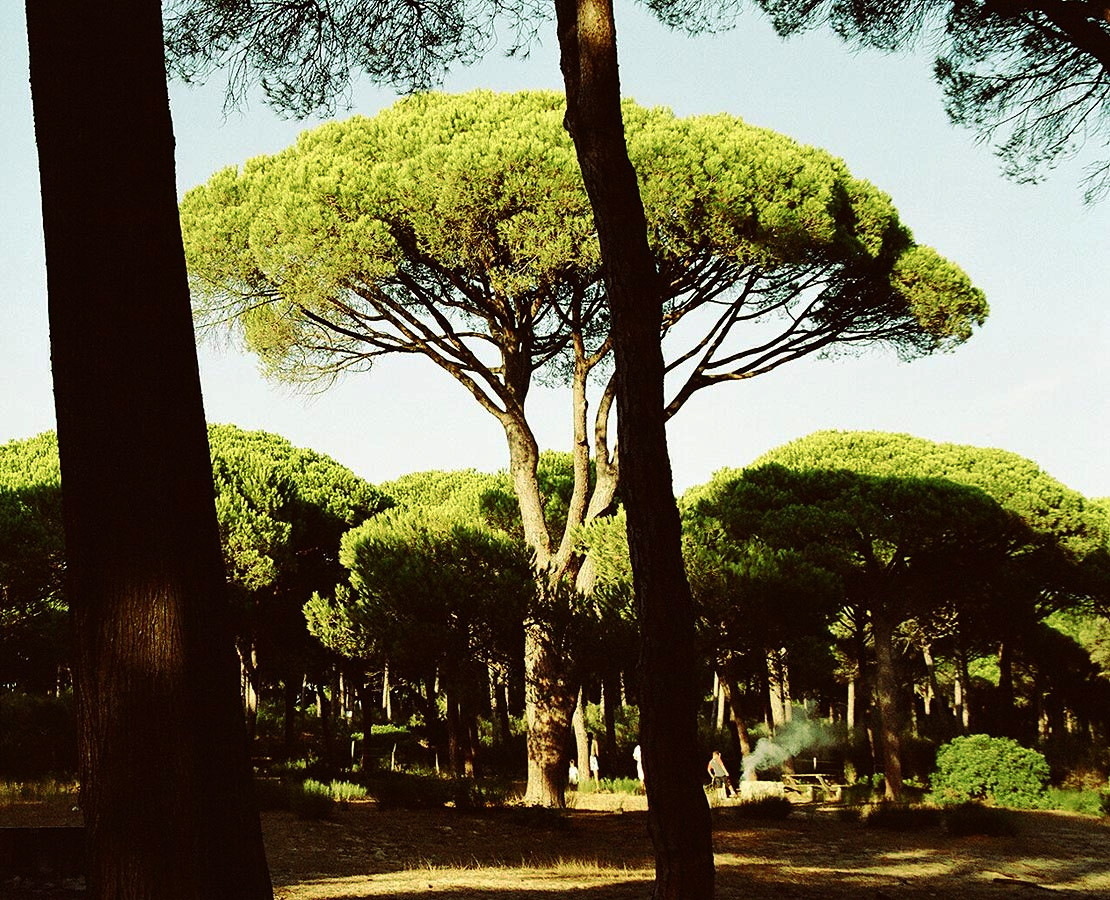
Pinar de la Breña.

#### Vegetación xerófila
- Pino piñonero. La mayor parte del parque está ocupada por el extenso pinar de la Breña, de pino piñonero (Pinus pinea), procedente de repoblación de finales del siglo XIX, con el objeto de frenar el avance de la duna de la playa de la Hierbabuena.
- Otras especies. Jaguarzo (Cistus salviifolius), lentisco (Pistacia lentiscus), romero (Salvia rosmarinus), sabina (Juniperus phoenicea), ruda (Ruta montana), retama (Osyris quadripartita), bufalaga (Thymelaea hirsuta), y gayomba (Spartium junceum).

#### Vegetación mesófila
Se halla en zonas más abrigadas y menos expuesto a la acción de elementos como el viento o el sol ya que se desarrolla, fundamentalmente, en el borde interior de los acantilados y se encuentra protegido por Pinus halepensis del que forma su sotobosque. Son los principales exponentes de este tipo de vegetación el enebro (Juniperus oxycedrus subsp. macrocarpa), la coscoja (Quercus coccifera), el lentisco (Pistacia lentiscus), Rumex acetosa, el madroño (Arbutus unedo), la coronilla (Coronilla juncea) y el muraje (Anagallis monelli).

#### Comunidades de arenas litorales y del acantilado
En las dunas próximas a la playa y junto al borde del acantilado se encuentran especies como el enebro (Juniperus oxycedrus subsp. macrocarpa), el pino carrasco, la sabina (Juniperus phoenicea), la gatuña (Ononis natrix) y el jaguarzo blanco (Halimium halimifolium).

### Fauna
- Aves. Las aves que permanecen todo el año o sedentarias de este espacio no son sólo las propias de los pinares y pueden citarse el mirlo común (Turdus merula), el cárabo (Strix aluco), el carbonero (Parus major), el cuervo (Corvus corax), el jilguero (Carduelis carduelis), el herrerillo común (Parus caeruleus) y la cogujada común (Galerida cristata).
- Reptiles. Los reptiles muestran su preferencia por zonas próximas al acantilado al amparo del abundante matorral que allí recubre el terreno. La víbora (Vipera latasti) se encuentra también presente. Otras especies de reptiles detectadas en el pinar son: la culebra bastarda (Malpolon monspessulanus), el lagarto ocelado (Lacerta lepida), el eslizón tridáctilo (Chalcides chalcides), la salamanquesa (Tarentola mauritanica), la culebra de agua (Natrix maura), la culebra de herradura (Coluber hippocrepis) y el camaleón (Chamaeleo chamaeleon).

## Marisma

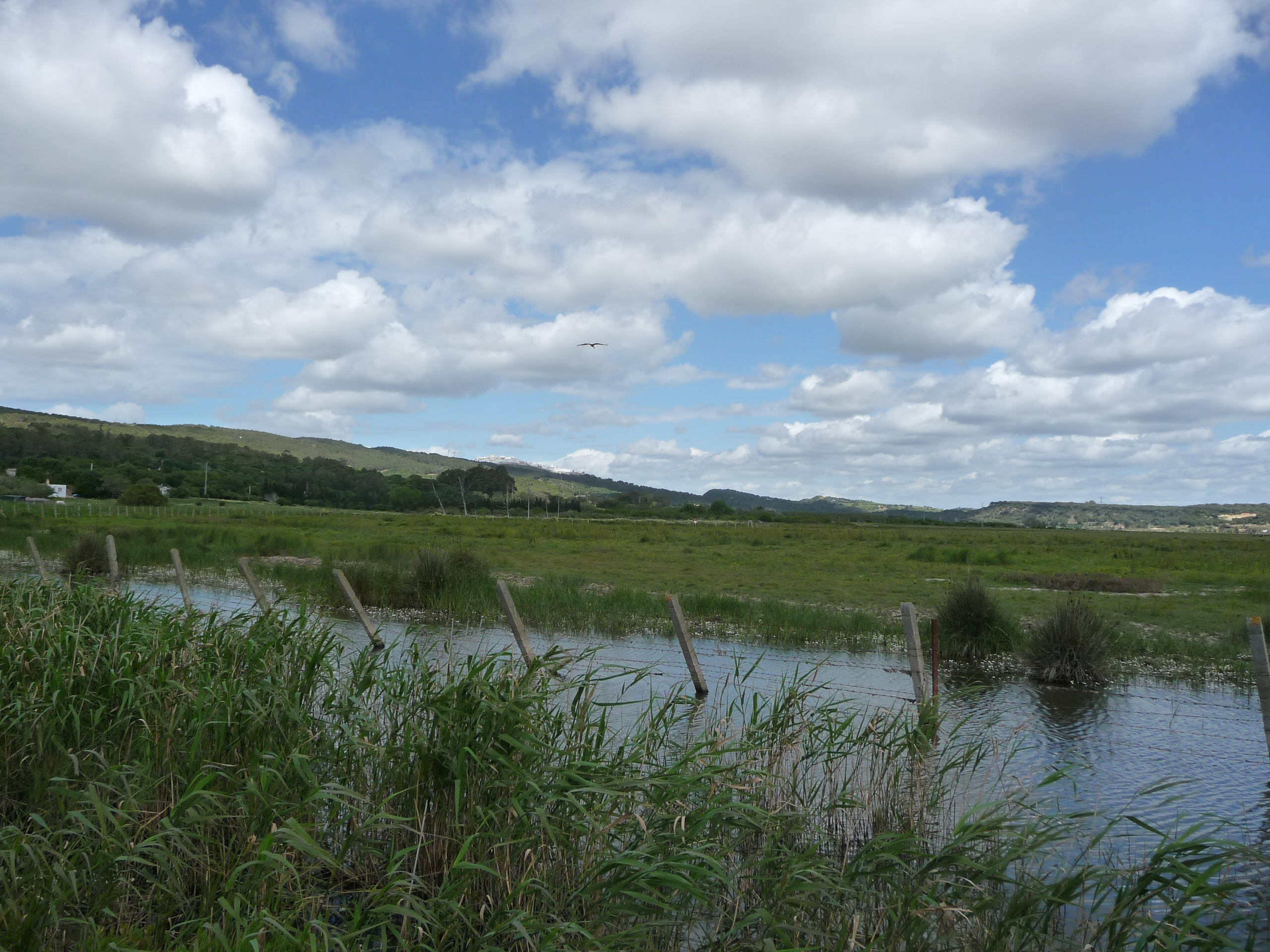
Marismas.

### Formaciones vegetales
La marisma del río Barbate rodea a la población del mismo nombre por el Norte y el Este. Su proximidad al Estrecho de Gibraltar hace de ella un punto de descanso intermedio en las rutas migratorias de aves entre Europa y África.
Entre el pasto aún se levantan ejemplares de almajo (Arthrocnemum macrostachyum) y almajo dulce (Suaeda vera). Los pequeños retazos de pasto existente, de escasa cobertura, con Hordeum marinum, Triglochin barrelieri, Spergularia sp. y Salicornia ramosissima, denotan una alta salinidad del suelo.

### Fauna
Posee gran diversidad de especies debido a una privilegiada posición estratégica en las proximidades del Estrecho de Gibraltar que utiliza gran parte de la avifauna migratoria hacia los cálidos climas africanos. La cercanía de las marismas de Barbate facilitan la existencia de cadenas tróficas y reproductoras que motivan la inclusión de estos parajes en el territorio protegido del parque.
- Peces. La marisma es un vivero natural de peces como se comprueba con la gran cantidad de alevines que hay, cuyas dimensiones van de 30 a 100 mm y que pasan en esta zona sus primeros meses de vida. Entre las especies más interesantes están la dorada, el robalo, el lenguado, la anguila, baila y lisas.
- Moluscos. Los bancos de moluscos de interés comercial (almeja, ostión, mejillón y verdigón) están condicionados por la calidad del agua y el tipo de sustrato. Salvo la coquina (Scrobicularia plana) el resto de los moluscos limitan su área de dispersión a la zona de salinidad de influencia marina, desde la barra hasta Pozo Montano, además de algunas pequeñas manchas en la boca ancha. El langostino realiza parte de su ciclo en el río Barbate, penetrando la larva y criándose en las zonas más ricas de agua salobre, para en invierno abandonar el río saliendo al mar. Existen también especies de camarones y cangrejos.
- Anfibios. La presencia de los anfibios destaca por el sapo (Bufo bufo), el tritón jaspeado (Triturus marmoratus), la ranita verde (Hyla meridionalis) y sapo de espuelas (Pelobates cultripes).
- Aves. Sobre los pastizales de zonas altas de suelos lavados se encuentran estorninos Sturnus spp., garcillas bueyeras y trigueros (Miliaria calandra). En invierno cuando aquellos aparecen encharcados abundan las avefrías (Vanellus vanellus) y en menor número, chorlitos dorados (Pluvialis apricaria). En las planicies salinas crían la terrera marismeña (Calandrella rufescens) y la común (Calandrella brachydactyla). Propios de estas zonas son también la canastera Glareola pratincola y la cogujada (Galerida cristata). En las proximidades del agua encontramos lavanderas blancas (Motacilla alba) y boyeras (Motacilla flava) y es frecuente el buitrón (Cisticola juncidis).[2]

## Turismo
Se está fomentando el ecoturismo con senderos y otros atractivos.

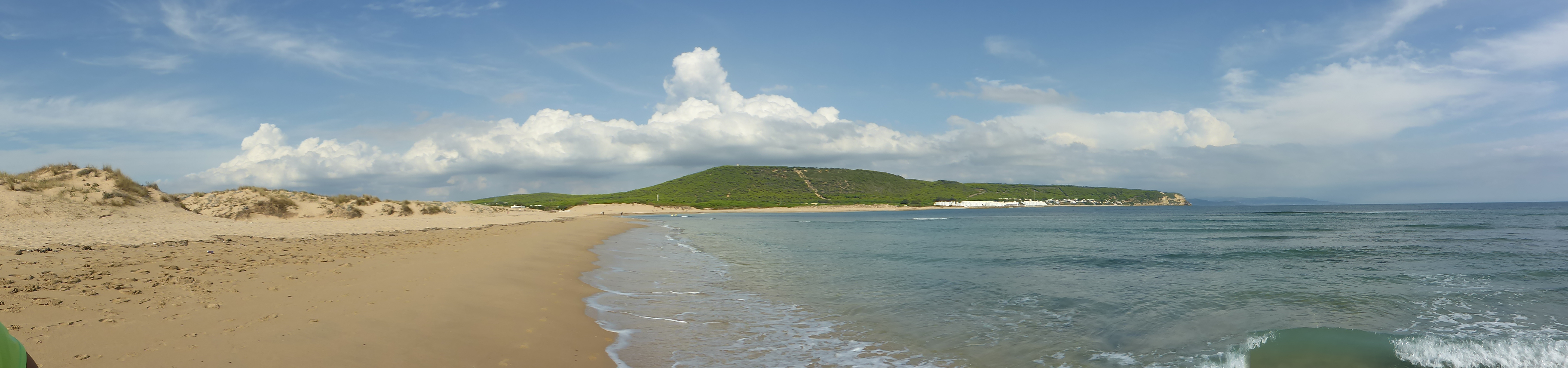
Pinar de la Breña

Igualmente se están recuperando infraestructuras, como el Palomar de La Breña, el más grande de Europa.

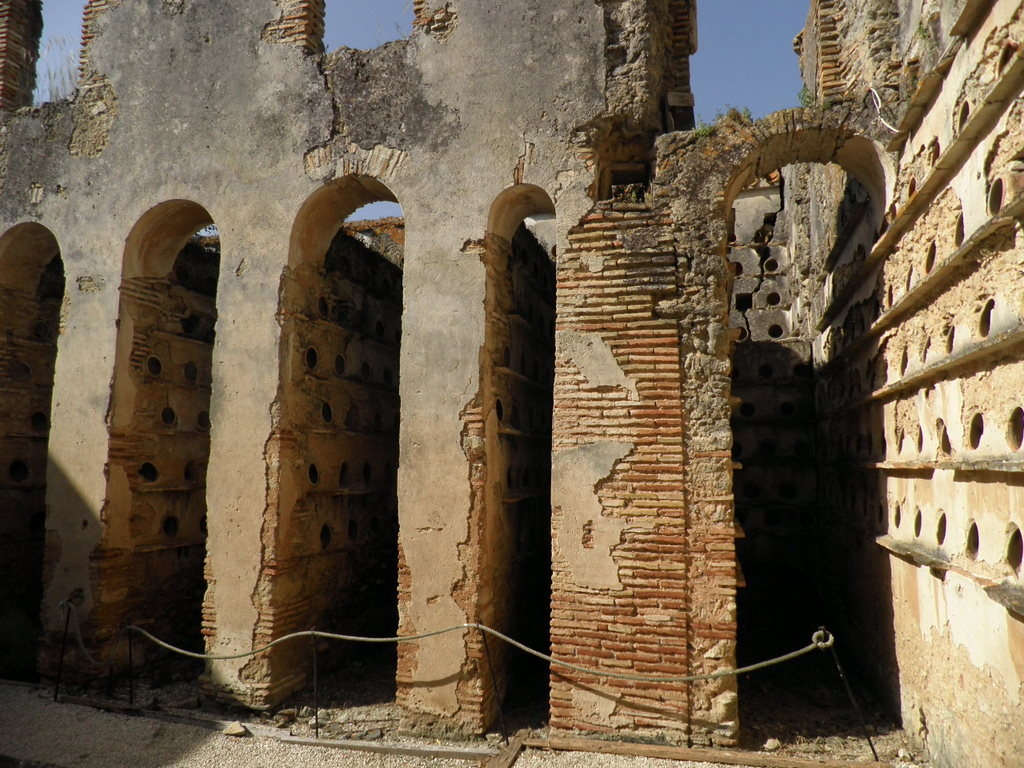
Palomar de la Breña